# Samuel Rosa
Samuel Rosa de Alvarenga ( Belo Horizonte, 15 de julio de 1966), más conocido como Samuel Rosa, es un cantante, compositor y guitarrista brasileño . Fue vocalista y guitarrista del grupo Skank, en el que fue el compositor de las melodías de la mayoría de las canciones del grupo, como los sencillos " I still like it " y " Nights of any Summer ". Una de sus mayores alianzas es con Chico Amaral, músico, ex saxofonista de la banda y letrista principal de las composiciones. Las canciones escritas por él están influenciadas por artistas como Bob Dylan, The Beatles, Slash, Oasis, Clube da Esquina, además de bandas de Rock brasileño de los años 80, como Ira!, Titãs y Os Paralamas do Sucesso . Es exmarido de Ângela Castanheira, con quien tuvo sus dos hijos, el músico Juliano Rosa y Ana Alvarenga.
Es hincha declarado del Cruzeiro Esporte Clube .

## Biografía

### Comienzos
Samuel Rosa de Alvarenga nació en Belo Horizonte, el 15 de julio de 1966, hijo de una ama de casa, Susana Rosa de Alvarenga, y de un psicólogo de Itabira, Wolber de Alvarenga, en el interior de Minas Gerais . Tu padre siempre tuvo buen gusto musical. Si, por un lado, no le gustó Jovem Guarda, por otro, Samuel le debe mucho, por todo lo que escuchaba en casa, como los Beatles, Clube da Esquina, Tropicália, Chico Buarque, pero hizo falta un rato para abrir su rango musical. Era difícil suponer que le agradaban Roberto y Erasmo, quienes son fuertes influencias en Skank, y en casa solo sonaban en la radio de la cocina. Su deseo de trabajar con la música surgió en su adolescencia alrededor de los 14, 15 años, en una época en la que estaba muy ansioso. La música prácticamente le salvó la vida y le ayudó a mantener un nivel razonable de autoestima . Siempre fue un niño tranquilo, que tardó en crecer y no era bonito. Por jugar, ganó cierto protagonismo en el aula, entre sus amigos, se hizo popular en la escuela . A los 17 años no quiso elegir ninguna profesión, para él la escuela sólo le duraría tres años más.
Porque su vida era muy buena, tenía un gran grupo. En la universidad estudió Psicología bajo la gran influencia de su padre. Su padre estaba muy emocionado de que hubiera elegido su profesión, pero su psicología estaba muy dividida. Era un pésimo estudiante, los profesores le echaban en cara que su padre había sido un gran estudiante y se había convertido en un gran profesional. Eso le molestó mucho. En la universidad nunca tuvo clase, su aula estaba compuesta por un 80% de mujeres. El lunes llegaba ansioso por comentar los resultados del fútbol y no encontraba gente con quien hablar de los mismos intereses. La universidad era una carga para su vida. No llegó a trabajar en Psicología, pero sí hizo algunas prácticas. En la universidad ya tenía una banda y por eso hacía sus necesidades un poco. Se graduó y podría haber montado una oficina. Pero llegó un momento en que su padre vio que las cosas no iban bien y que estaba muy ansioso. ¿Recuerdas una vez que te llamó para hablar y te dijo:

“Se eu fosse você, trataria de pensar essa relação com a música. Eu estou vendo que você corre o risco de nunca resolver essa divisão. E se você chegar desse jeito aos 40 anos não vai se perdoar nunca. E nem eu vou me perdoar”.

El 13 de septiembre de 2001 recibió la Medalla de Honor de la Universidad Federal de Minas Gerais en ceremonia presidida por el rector Francisco César de Sá Barreto.

### Carrera
En 1983, Samuel Rosa y Henrique Portugal comenzaron a tocar en una banda de reggae llamada Pouso Alto, junto con los hermanos Dinho ( batería ) y Alexandre Mourão ( bajo ). En 1991, Pouso Alto consiguió un show en la sala de conciertos Aeroanta, en São Paulo, pero como los hermanos Mourão no estaban en Belo Horizonte, el bajista Lelo Zaneti y el baterista Haroldo Ferretti fueron llamados para el show. La banda hizo su debut el 5 de junio de 1991, y debido a la final del Campeonato Paulista ese mismo día, el público que pagó fue de 37 personas. Después del show, el grupo cambió su nombre a Skank, inspirado en la canción de Bob Marley, "Easy skanking", y comenzó a tocar regularmente en el asador Mister Beef en Belo Horizonte. La propuesta musical inicial fue una adaptación del dancehall jamaicano a ritmos brasileños. Este formato de reggae electrónico fue una evolución natural del reggae de raíces tradicional popularizado por Peter Tosh, Bob Marley y Jimmy Cliff . El primer álbum del grupo, grabado de forma independiente Skank, fue lanzado en 1992 . Después de que se vendieran 1.200 copias de las 3.000 iniciales, Sony Music decidió fichar a Skank y relanzó el álbum en abril de 1993 . "Llevaron al grupo a más de 120 conciertos en todo Brasil, lo que resultó en la venta de 120.000 copias del álbum debut. El segundo álbum, Calango ( 1994 ), inauguró la colaboración con el productor paulista Dudu Marote y vendió 1.200.000 copias. "Garota Nacional" fue el sencillo principal del álbum de 1996 O Samba Poconé . Incluso encabezó las listas de éxitos en España y llevó al grupo a recorrer países como Argentina, Chile, Estados Unidos, Francia, Alemania, Italia, Suiza y Portugal .
El álbum alcanzó la marca de 1.800.000 copias. Sony Music, en 1997, lanzó el recopilatorio Soundtrack For a Century para conmemorar su centenario, añadiendo "Garota Nacional", única canción en lengua portuguesa . En 1998 la FIFA incluyó "É Uma Partida de Futebol" en el disco oficial del Mundial . Ese mismo año Samuel Rosa inició una serie de conciertos con el cantante y compositor Lô Borges de Minas Gerais. En Siderado, mostrando madurez y un acercamiento al rock and roll, el grupo trabajó con John Shaw ( UB40 ) y Paul Ralphs ). El álbum fue lanzado en julio de 1998 y mezclado en Abbey Road, un estudio de Londres dedicado a los Beatles ; Daúde y el grupo instrumental Uakti fueron los invitados especiales y el álbum vendió 750.000 copias. En 1999 la banda participó en Outlandos D'Americas, un homenaje de grupos sudamericanos a The Police grabando "Estare Prendido En Tus Dedos", versión del tema "Wrapped Around Your Finger" . Maquinarama, lanzado en julio de 2000, fue producido por Chico Neves y Tom Capone y vendió 275.000 copias. Maquinarama se considera un parteaguas en la carrera del grupo, que ya no utilizó metales en sus grabaciones. En 2000, la banda fue una de las atracciones del Rock in Rio III que se realizaría al año siguiente, pero se retiró junto con otros cuatro grupos ( Raimundos, Jota Quest, Charlie Brown Jr. y Cidade Negra ) en protesta por la exclusión de Oh Rappa . En 2001, en colaboración con MTV Brasil, el grupo grabó su primer disco en vivo en la ciudad de Ouro Preto . MTV Ao Vivo em Ouro Preto vendió 600.000 copias. La única canción nueva de este proyecto, "Acima do Sol", encabezó las listas de radio del país, ese mismo año, la cantante Simone, grabó la canción Cofre de Seda en el disco Seda Pura, compuesto por él y Rodrigo Leão Al año siguiente Samuel Rosa participa en "É Proibido Fumar" de Acústico MTV de Roberto Carlos . Cosmotron, producida por el grupo y Tom Capone, fue lanzada en julio de 2003 y ha vendido 250.000 copias. Radiola, lanzado en octubre de 2004, fue la primera compilación de Skank . La regrabación de " Vamos Fugir " de Gilberto Gil e Liminha fue una de las cuatro nuevas canciones. Radiola vendió 200.000 discos.
En marzo de 2006, la banda inició la grabación de su noveno álbum, Carrossel, en Belo Horizonte, el séptimo con nuevas canciones. El trabajo fue producido por Chico Neves, productor que anteriormente trabajó en Maquinarama, y Carlos Eduardo Miranda, productor de Acústico MTV de la banda O Rappa . En el disco aparecen nuevas asociaciones, Arnaldo Antunes y César Mauricio quien, además de ser exintegrante de Virna Lisi, fue responsable del visual de Siderado . En octubre de 2006, la banda es el primer grupo brasileño en lanzar un álbum en formato digital. El fabricante de teléfonos móviles, Sony Ericsson, lanza un dispositivo con el álbum completo de Carrossel y el videoclip de "Uma Canção é Pra Isso" . En abril de 2007, Skank, también de forma pionera, recibe el "Celular de Oro", reconocido por la ABPD, por vender 6.000 unidades del producto. En febrero de 2008 el grupo retomó la sociedad con Dudu Marote y grabó "Beleza Pura", de Caetano Veloso, para el estreno de la telenovela del mismo nombre. También en 2008 el grupo ingresa al estudio para grabar su nuevo disco, Estandarte . El lanzamiento del álbum tuvo lugar el 15 de septiembre de 2008 . El álbum fue bien recibido por el público, en el Hot 100 Brasil el álbum debutó muy bien en el puesto 10. También es un éxito la canción "Ainda Gosto Dela", que cuenta con la participación de la cantante Negra Li . La canción fue incluida en la nueva telenovela de las 6 de la Rede Globo : Negócios da China . Unos meses más tarde, las canciones "Um Gesture Any" y "Pára-Raio" se incluyen en las respectivas telenovelas de la Rede Globo : Malhação y Caminho das Índias . El álbum Estandarte, según la revista Rolling Stone, fue uno de los 25 mejores CD nacionales lanzados en 2008 y la canción "Chão" fue una de las 25 mejores canciones.
En mayo de 2013, el cantante principal de Skank viajó a Las Vegas para grabar una nueva versión del tema "Saidera" junto al guitarrista Carlos Santana . Canción de Skank, lanzada en 1998 en el disco "Siderado". Luego de grabar una versión de "Saidera" en español con Carlos Santana, Samuel Rosa actuó junto al músico en un concierto editado en DVD. La presentación, el pasado 14 de diciembre, en el Arena VGA, de Guadalajara, marcó también el lanzamiento del disco "Corazón".
En 2016, se lanza el DVD Samuel Rosa & Lô Borges - ao Vivo No Cine Theatro Brasil, que reúne canciones del repertorio de Skank y Borges, además de nuevas composiciones realizadas en colaboración.
El hijo de Rosa, Juliano, también es músico, líder del grupo Daparte. La banda incluso abrió shows de Skank, el sello de su padre, Sony Music, acordó distribuir el álbum debut de la banda en 2018, y Samuel participó en el primer show oficial del grupo.
En 2019, Samuel Rosa anunció que Skank se tomaría un descanso luego de las celebraciones del 30 aniversario de la banda en 2020.

## Vida personal
Es un partidario declarado del Cruzeiro Esporte Clube, al igual que su excompañero de banda, el teclista Henrique Portugal.
Es ex-marido de Ângela Castanheira, con quien tuvo dos hijos, el músico Juliano Rosa y Ana Alvarenga. El hijo de Rosa, Juliano, también es músico, líder del grupo Daparte. La banda incluso abrió shows para Skank, el sello discográfico de su padre Sony Music, acordó distribuir el álbum debut de la banda en 2018 y Samuel participó en el primer show oficial del grupo.
En 2024 nació Ava, fruto de la relación con Laura Sarkovas.

## Discografía

### Skank

#### Álbumes de estudio
- Skank ( 1993 )
- Calango ( 1994 )
- La Samba Poconé ( 1996 )
- Siderado ( 1998 )
- Machinarama ( 2000 )
- Cosmotrón ( 2003 )
- radiola ( 2004 )
- Carrusel ( 2006 )
- Estándar ( 2008 )
- Velocidad (2014)

#### DVD
- MTV en vivo en Ouro Preto (2001)
- Videografía (2002)
- Cosmotron - Multishow en vivo (2004)
- Multishow en vivo - Skank no Mineirão (2010)

### Con Lô Borges
- Samuel Rosa &amp; Lô Borges: En vivo en Cine Theatro Brasil (2016)

### Participación en Otros Proyectos (parcial)
- 1996 - Participación en el tema "Minas Com Bahia", presente en el disco Feijão com Arroz, de Daniela Mercury
- 1999 - Participación en el tema "Bola de Meia, Bola de Gude", presente en el disco "Bis", de 14 Bis
- 1999 - Participación en el tema "Um Girassol da Cor do Seu Cabelo", presente en el disco Isso é Amor, de Ira!
- 2001 - Participación en el tema "É Proibido Fumar", presente en el disco Acústico MTV, de Roberto Carlos
- 2003 - Participación en el tema "Continue Pensas Assim", presente en el disco Rock, Meu Amor, de Penélope
- 2004 - Participación en el tema "Tarde Vazia", presente en el disco Acústico MTV, de Ira!
- 2007 - Participación en el tema "Não Vou Ficar", presente en el disco Multishow ao Vivo: Ivete no Maracanã, de Ivete Sangalo
- 2007 - Participación en los temas "Eu e a Felicidade" y "Resposta", presentes en el disco Luau MTV, de Nando Reis
- 2008 - Participación en el tema "Lourinha Bombril (Parate y Mira)", presente en el disco Paralamas e Titãs Juntos e Ao Vivo, de Os Paralamas do Sucesso y Titãs
- 2008 - Participación en los temas "Clube da Esquina nº 2" y "Dois Rios", presentes en el disco "Intimidade", de Lô Borges
- 2008 - Participación en el tema "Tudo o Que Eu Quero", presente en el disco "Efeito Moral", de Relespública
- 2014 - Participación en el tema "Saideira", presente en el disco Corazón, del guitarrista mexicano Carlos Santana
- 2014 - Participación en el tema "Pra Curar Essa Dor", presente en el disco Na Medida do Impossível, de Fernanda Takai
- 2017 - Participación en el tema "Daqui Pro Futuro", presente en el disco "Daqui Pro Futuro", de Vespas Mandarinas
- 2018 - Participación en el tema "Sinceramente", presente en el disco "Clássicos", de Cachorro Grande
- 2019 - Participación en el tema "A Tal Canção Pra Lua", presente en el álbum "Microfonando", de Vitor Kley
- 2020 - Participación en el tema "Dínamo", presente en el álbum "Dínamo", de Lô Borges
- 2022 - Participación en los temas "Amor Em Vao" y "Tudo Que Vai", presentes en el disco "Capital Inicial 4.0", de Capital Inicial
- 2022 - Participación en el tema "Maior Abandonado", presente en el álbum "Barão 40 (Acústico)", de Barão Vermelho